# Aifa Azman
Aifa Azman, née le 18 décembre 2001 dans le Kedah en Malaisie, est une joueuse professionnelle de squash représentant la Malaisie. Elle atteint en novembre 2022 la 21e place mondiale sur le circuit international, son meilleur classement.
Ses sœurs Aika et Aira (vainqueur du British Junior Open en moins de 15 ans) sont également joueuses de squash.

## Biographie
Après un brillant parcours dans les catégories jeune, vainqueur des moins de 13 ans, moins de 15 ans et moins de 17 ans au British Junior Open, elle dispute des compétitions senior et devient en janvier 2018 la plus jeune joueuse malaisienne à remporter un titre sur le circuit PSA améliorant la performance de Sivasangari Subramaniam vainqueur à l'âge de dix-sept ans. En août 2019, sa victoire dans le tournoi North Coast Open la qualifie pour les championnats du monde 2019-2020. Au premier tour de ce championnat du monde, elle bat Joey Chan, 17e joueuse mondiale,. Lors de son tournoi national Open de Malaisie 2021 et alors qu'elle bénéficie d'une wild-card, elle remporte le tournoi en battant la 8e joueuse mondiale Salma Hany en finale.

## Palmarès

### Titres
- Open de Malaisie : 2021
- Championnats d'Asie par équipes : 2021

### Finales
- Championnats d'Asie par équipes : 2022